# Episodi de I Puffi (serie animata 1981) (ottava stagione)
L'ottava stagione de I Puffi è stata trasmessa dal 10 settembre al 29 ottobre 1988 dal network statunitense NBC con cadenza settimanale con 24 episodi accorpati in triplette da 20 minuti per volta.
Vengono introdotti nuovi personaggi: Nonna Puffa (Nanny Smurf nell'originale), il suo animaletto da compagnia Puffolo (Smoogle nell'originale, chiamato Rosellino in alcuni episodi trasmessi in Italia in coda alla serie precedente), Denisa (Denisa, la piccola nipote di Baldassarre), e Nemesis (Nemesis, vecchia conoscenza di Nonno Puffo). La sigla di Cristina D'Avena del 1989 è I Puffi sanno.

## Episodi
| nº | Titolo originale              | Titolo italiano                      | Titolo dell'eventuale seconda parte | Prima TV USA      | Prima TV Italia | Durata |
| -- | ----------------------------- | ------------------------------------ | ----------------------------------- | ----------------- | --------------- | ------ |
| 1  | Lost Smurf                    | La Puffa perduta                     |                                     | 10 settembre 1988 | -               | 22'    |
| 2  | Archives of Evil              | Gli archivi del male                 |                                     | 10 settembre 1988 | -               | 22'    |
| 3  | Bigmouth's Roommate           | Un amico per Bue Grasso              |                                     | 17 settembre 1988 | -               | 11'    |
| 4  | Bungling Babysitters          | Una notizia puffosa                  |                                     | 17 settembre 1988 | -               | 11'    |
| 5  | Clockwork's Powerplay         | Gargamella e la macchina frullapuffi |                                     | 17 settembre 1988 | -               | 11'    |
| 6  | Clumsy in Command             | Tontolone al comando                 |                                     | 17 settembre 1988 | -               | 11'    |
| 7  | Don Smurfo's Uninvited Guests | Le avventure di Don Puffo            |                                     | 24 settembre 1988 | -               | 11'    |
| 8  | Denisa's Greedy Doll          | La bambola di Denisa                 |                                     | 24 settembre 1988 | -               | 11'    |
| 9  | Denisa's Slumber Party        | La festa di Denisa                   |                                     | 24 settembre 1988 | -               | 11'    |
| 10 | Grandpa's Nemesis             | Nonno Puffo contro Nemesis           |                                     | 1º ottobre 1988   | -               | 22'    |
| 11 | Grandpa's Walking Stick       | Il bastone di Nonno Puffo            |                                     | 1º ottobre 1988   | -               | 22'    |
| 12 | A House for Nanny             | Una casa per Nonna Puffa             |                                     | 1º ottobre 1988   | -               | 22'    |
| 13 | It's a Smurfy Life            | È una vita puffosa                   |                                     | 8 ottobre 1988    | -               | 11'    |
| 14 | Land of Lost and Found        | Il telescopio di Grande Puffo        |                                     | 8 ottobre 1988    | -               | 22'    |
| 15 | Long Live Brainy              | Un trono per Quattrocchi             |                                     | 8 ottobre 1988    | -               | 11'    |
| 16 | A Maze of Mirrors             | Il labirinto degli specchi           |                                     | 15 ottobre 1988   | -               | 11'    |
| 17 | Memory Melons                 | Il cocomero con la memoria           |                                     | 15 ottobre 1988   | -               | 22'    |
| 18 | Nanny's Way                   | La trappola lancia Puffi             |                                     | 15 ottobre 1988   | -               | 11'    |
| 19 | Pappy's Puppy                 | L'amnesia di Cucciolo                |                                     | 22 ottobre 1988   | -               | 11'    |
| 20 | Shutterbug Smurfs             | Una nuova invenzione                 |                                     | 22 ottobre 1988   | -               | 11'    |
| 21 | Smoogle Sings the Blues       | L'uccello della felicità             |                                     | 22 ottobre 1988   | -               | 11'    |
| 22 | A Smurf for Denisa            | Un puffo per Denisa                  |                                     | 22 ottobre 1988   | -               | 22'    |
| 23 | Smurf the Presses             | La gara della raccolta di puffragole |                                     | 29 ottobre 1988   | -               | 11'    |
| 24 | Stealing Grandpa's Thunder    | Ricordando e puffando                |                                     | 29 ottobre 1988   | -               | 11'    |

## La Puffa perduta
- Titolo originale: Lost Smurf

### Trama
Felice e Giocondo, due viandanti, sono affamati. Improvvisamente sentono una folata di vento e vedono il cielo multicolore. Poco dopo compare vicino a loro un maniero e decidono di entrarvi per rifocillarsi. Si tratta però del "castello catturante", che con le sue mani acchiappa i due e li conduce al suo interno. A Pufflandia Nonno Puffo, con un pretesto, decide di lasciare il villaggio, facendo insospettire Grande Puffo. Nel castello catturante, i prigionieri sono costretti a lavorare duramente per l'eternità; qualcuno invece cerca di evadere con un aquilone, ma una chimera magica taglia la corda dell'aquilone. Esso atterra vicino a Selvaggio, che lo dà a Nonno Puffo, il quale afferma che deve sbrigarsi. Intanto i Puffi sono a casa di Selvaggio e con un cannocchiale osservano Nonno Puffo partire col pallone volante. L'ancora della mongolfiera atterra sul tetto della casa di Selvaggio, che viene trascinata in volo e finisce per bloccarsi su un albero. Nel castello Nonno Puffo incontra Nonna Puffa chiusa in prigione e decide di aiutarla a evadere. Grande Puffo, Selvaggio, Bontina, Forzuto e Quattrocchi entrano nel castello, che li cattura e li chiude in una cella. All'interno di essa trovano una creatura rossa simile a un coniglio che, con l'intelligenza, aiuta i cinque a evadere. Nel frattempo Nonno Puffo e Nonna Puffa aiutano gli umani a evadere, dopodiché raggiungono la mongolfiera. Sentono però le urla di aiuto degli altri Puffi e della creatura rossa, bloccati su una torre, mentre il magico castello scompare. Per fortuna riescono a salvare tutti in tempo. Sulla mongolfiera, i Puffi tornano a casa e fanno conoscenza con la nuova arrivata e Puffolo (la creatura amica di Nonna Puffa). Al villaggio i Puffi festeggiano l'arrivo di Nonna Puffa, mentre Nonno Puffo annuncia che le cose cambieranno completamente.

## Gli archivi del male
- Titolo originale: Archives of Evil

### Trama
I Puffi preparano un banchetto per Puffo Meccanico in occasione della giornata della costruzione. Quattrocchi pensa però che non esistano Puffi più indispensabili di lui, così decide di aiutare gli altri, ma con esiti disastrosi: aggiunge troppo lievito in un dolce di Golosone e riscalda un esperimento di Grande Puffo, facendolo esplodere e danneggiando il libro di cucina del cuoco. Quattrocchi tuttavia crede di aver rovinato il libro degli incantesimi di Grande Puffo. Decide dunque di farlo riscrivere a Meccanico, ma non è sicuro che sia stato copiato correttamente. I due decidono allora di testarlo nella foresta. Nel frattempo alla biblioteca dei maghi Nemesis entra nell'archivio dei libri del male, con lo scopo di acquisire le conoscenze necessarie a rubare la "pietra che dà lunga vita ai Puffi" e avere l'immortalità. Grande Puffo intanto raggiunge la biblioteca e incontra Nemesis, che scava nella memoria di Grande Puffo per sapere dove è nascosta la pietra, dopodiché una mano magica va a Pufflandia e si appropria della pietra. Forzuto, Inventore, Puffetta e Tontolone assistono alla scena e decidono di seguire la mano, incontrando poco dopo Meccanico e Quattrocchi. Il gruppo giunge poi presso la biblioteca dove Nemesis apre lo scrigno contenente la pietra. Quattrocchi dà a Grande Puffo il volume che crede essere la copia del libro degli incantesimi, ma l'anziano Puffo gli spiega che è il libro delle ricette di Golosone. Grande Puffo allora fa credere a Nemesis che abbia il libro degli incantesimi, spingendo il cattivo ad appropriarsene. Essendo il volume pieno di ignoranza, fa scomparire la sapienza maligna di Nemesis, che si ritrova impotente, permettendo a Meccanico di sconfiggerlo. Al villaggio Inventore sotterra la pietra, dopodiché Golosone chiede a Quattrocchi di tirare fuori il dolce dal forno. Avendo il cuoco preso la ricetta dal libro di magia Quattrocchi si ritrova scaraventato fuori dal villaggio, mentre Forzuto è contento che sia stata trovata la ricetta per liberarsi di Quattrocchi.

## Un amico per Bue Grasso
- Titolo originale: Bigmouth's Roommate

### Trama
È il "puf-compleanno" di Inventore: mentre i Puffolini gustano la torta, desiderano festeggiare tutti i giorni, così decidono di celebrare ogni avvenimento dei Puffi. Nel frattempo Lenticchia fa saltare in aria il maniero di Gargamella, che lo scaccia via. Quella notte Lenticchia decide di farsi ospitare da Bue Grasso, che però si dimostra irruento col suo ospite. Egli torna quindi da Gargamella, che sta ricostruendo la sua abitazione, ma Lenticchia fa involontariamente crollare tutto: lo stregone gli impone di non farsi più vedere. Grande Puffo intanto apprende delle frequenti feste e spiega ai Puffolini che le feste sono occasioni speciali: farle tutte i giorni non è più divertente. I quattro vanno nella foresta per cercare qualcun altro da invitare, quando incontrano Bue Grasso: decidono dunque di allestire una festa a casa dell'orco. Lenticchia arriva sul posto e cattura i Puffolini, per poi portarli da Gargamella, che ha finito di ricostruire la casa. Mentre Gargamella si appresta a cucinare i Puffolini, Lenticchia insulta Bue Grasso, senza sapere che lo sta ascoltando. Furioso, il gigante irrompe in casa di Gargamella, distruggendola ancora, dopodiché Lenticchia si trova costretto a fuggire dalla rabbia del suo mentore.

## Una notizia puffosa
- Titolo originale: Bungling Babysitters

### Trama
Nonna Puffa deve andare da Madre Natura e affida Baby Puffo a Inventore, Golosone e Quattrocchi, ma i tre combinano una serie di disastri. Nel frattempo Agata va dal barbiere per farsi togliere le rughe. L'uomo le mette un impacco sulla faccia, che però le peggiora la situazione. Agata decide allora di risolvere la situazione con un incantesimo, ma le mancano i "vagiti di neonato". Nel frattempo Inventore, Golosone e Quattrocchi portano Baby Puffo in giro, ma si mettono a litigare. Nella confusione il passeggino prende un sentiero; l'avvoltoio di Agata lo cattura. Mentre Agata usa Baby Puffo per la sua crema idratante, Inventore, Golosone e Quattrocchi vanno a liberarlo, riuscendo a salvarlo anche grazie a Toppy (Puffolo).

## Gargamella e la macchina frullapuffi
- Titolo originale: Clockwork's Powerplay

### Trama
Curioso stampa il giornale con la stampante di Inventore. Nel frattempo Gargamella ha costruito la macchina "frulla e cuoci Puffi blu", che attira i lampi e brucia i Puffi contenuti all'interno. Inventore invece sta portando al villaggio Puffo Meccanico e Puffetta Meccanica, quando vengono colti da un'imboscata di Gargamella. Dopo un breve combattimento, Puffo Meccanico si ritrova sulla macchina dello stregone, che viene colpita da un fulmine, facendo assorbire dell'energia al piccolo robot. Mentre Grande Puffo e Inventore cercano un rimedio per raffreddarlo, Puffo Meccanico finisce per incenerire tutto quello che tocca. Sarto, Golosone, Naturone e Bontina apprendono però che il robot bollente può essere usato a loro vantaggio, ma Inventore spiega loro che così facendo potrebbero accadere dei danni irreparabili. Ciononostante Quattrocchi decide di approfittare dell'energia di Puffo Meccanico per alimentare la stampante, ma il robot viene colpito da un fulmine, facendolo andare a fuoco, mentre se ne va dal villaggio. Alcuni Puffi vanno alla ricerca di Puffo Meccanico, ma vengono catturati da Gargamella. Il robot però usa tutta la sua energia per liberare i prigionieri e sconfiggere Gargamella. Al villaggio, i Puffi riparano Puffo Meccanico, riuscendovi grazie al contributo di Puffetta Meccanica.

## Tontolone al comando
- Titolo originale: Clumsy in Command

### Trama
Tontolone guiderà l'escursione annuale sul monte Maestoso per raccogliere la radice purpurea, ma, a causa della goffaggine della guida, gli unici che vogliono partecipare sono i Puffolini. Nonno Puffo allora propone una sfida tra Tontolone e Quattrocchi: entrambi guideranno un'escursione sul monte Maestoso e chi tornerà per primo con la radice purpurea vincerà. Quattrocchi guida Golosone, Pittore, Stonato e Burlone, mentre Tontolone guida i Puffolini. Quella notte il gruppo guidato da Quattrocchi si mette a litigare, mentre Tontolone e i Puffolini dormono. Così facendo il gruppo di Quattrocchi dorme fino a tardi, permettendo a Tontolone e ai Puffolini di arrivare per primi al campo delle radici purpuree. Durante il viaggio di ritorno, Quattrocchi, Golosone, Pittore, Stonato e Burlone salgono su un masso instabile, che inizia a rotolare. Grazie a dei sassi e alle radici purpuree raccolte, Tontolone e i Puffolini riescono a salvare l'altro gruppo. Al villaggio Grande Puffo dichiara Tontolone vincitore della gara, ma Quattrocchi ritiene che il trofeo vada diviso, siccome nessuno ha portato la radice. Tontolone accetta, ma inciampa e la coppa atterra in testa a Quattrocchi.

## Le avventure di Don Puffo
- Titolo originale: Don Smurfo's Uninvited Guests

### Trama
Nonna Puffa legge a Bontina e Sciccoso una storia di Don Puffo che affronta un drago. Arriva però Quattrocchi che spiega che Don Puffo è uscito dal libro. Nonna Puffa stenta a credergli, così Quattrocchi decide di portare il gruppo nel laboratorio di Grande Puffo. Vengono però scoperti e il saccente Puffo fa cadere la formula su sé stesso, Sciccoso e Nonna Puffa, trasportando i tre nel libro. Grande Puffo spiega che, se non riuscirà a tirarli fuori dal libro prima della fine, rimarranno prigionieri in eterno. Dopo alcune disavventure, Grande Puffo trova la formula, riuscendo a salvare in tempo i Puffi.

## La bambola di Denisa
- Titolo originale: Denisa's Greedy Doll

### Trama
Mentre Gargamella dorme, Lenticchia lo attira fuori da casa usando una bambola di Denisa come esca. Quando si sveglia, lo stregone finisce per catturare Golosone, che viene salvato da Cucciolo. Gargamella tuttavia riesce a impossessarsi del grembiule del cuoco: decide cucirlo alla bambola perché, pronunciando una formula magica, il proprietario del grembiule esegue tutti i movimenti che vengono fatti fare alla bambola. Servendosi di essa, Gargamella manovra Golosone con l'intento di farlo andare a casa sua. Volendo attirarne altri, il mago si serve di un ciondolo che permette di far parlare Golosone a suo piacere: fa sì che il cuoco inviti i Puffolini a raggiungere il vecchio albero con un pretesto. Golosone e Grande Puffo però realizzano cosa ha fatto Gargamella al cuoco: alcuni Puffi, preoccupati per i Puffolini, decidono di andare al vecchio albero. Nel frattempo Gargamella cattura Bontina, Sciattone e Sciccoso. Denisa rivuole indietro la sua bambola, ma Gargamella non vuole e i due iniziano a litigare, finché la bambola viene lanciata in aria, facendo subire la stessa sorte a Golosone. Denisa si riprende accidentalmente Golosone, facendo sì che Gargamella e Denisa litighino di nuovo. I Puffi però mettono alla bambola di Denisa l'abito di Gargamella, facendo sì che ora la bambola permetta di controllare il malvagio stregone, permettendo ai tre Puffolini di fuggire.

## La festa di Denisa
- Titolo originale: Denisa's Slumber Party

### Trama
Bontina è impaziente di crescere: Grande Puffo le consiglia di aspettare e le spiega che è più divertente essere piccoli. Mentre si allontana, incontra Denisa in lacrime, la quale le racconta che ha organizzato una festa al castello di Baldassarre, a cui ha invitato le tre sorelle Cornacchie, che però hanno rifiutato. Denisa decide allora di invitare Bontina: lei accetta, ma Grande Puffo no, perché è pericoloso. Prima che la festa inizi, Baldassarre costringe Gargamella a sorvegliare la stella di cristallo, mentre lui è via. Bontina intanto, contravvenendo all'ordine di Grande Puffo, decide di andare alla festa. Nel frattempo Grande Puffo decide di dare un dolce a Bontina, ma apprende che lei non è a letto: sospettando che sia andata alla festa, decide di andare a cercarla. Al castello, le sorelle Cornacchie – costrette dalla mamma a partecipare alla festa – si appropriano dei giocattoli di Denisa. Quest'ultima le scopre e cerca di fermarle, ma loro la legano a un'altalena. Bontina cerca di difenderla, ma viene catturata da una delle tre. Cercando di liberarsi, Denisa si ritrova proiettata sui bastioni del maniero. Mentre le sorelle cercano di andarsene dal castello, vengono spaventate da un'armatura parlante e lasciano andare i balocchi rubati. All'interno di essa vi sono Grande Puffo, Puffetta, Naturone, Sciattone e Sciccoso, che si ricongiungono felicemente con Bontina. Quest'ultima cerca di salvare Denisa con una corda, ma Gargamella cattura la Puffolina. Denisa, riuscita a risalire, urla di lasciare andare Bontina: le vibrazioni fanno cadere la stella, che Gargamella afferra in tempo, mollando Bontina. Poco dopo i Puffi fanno sì che Gargamella distrugga la stella, costringendolo a vedersela con l'ira di Baldassarre. Dopo questa avventura Bontina capisce la lezione.

## Nonno Puffo contro Nemesis
- Titolo originale: Grandpa's Nemesis

### Trama
Nonno Puffo viene catturato da Nemesis, che è alla ricerca della "pietra della lunga vita" con lo scopo di vivere per sempre, ma l'anziano Puffo si rifiuta di dargliela e fa cadere lo stregone in una palude magica, facendolo diventare orrendo. Si scopre essere un incubo di Nonno Puffo, che viene svegliato da un terremoto. Egli poco dopo racconta la storia agli altri Puffi, ma Quattrocchi non gli crede. Mentre i Puffi – che stavano campeggiando – tornano al villaggio, incontrano Gargamella e Lenticchia travestiti da Nemesis e devono scappare da loro. Il giorno dopo Grande Puffo, Nonna Puffa, Puffolo, Pittore e Brontolone vanno da Madre Natura, che rivela loro che ciò è dovuto a una bacchetta magica rotta: l'unico modo per rimediare è la linfa dell'albero appiccicoso. Mentre Nonna Puffa sorveglia la bacchetta, Grande Puffo, Puffolo, Pittore e Brontolone vanno a prendere la linfa. Nonno Puffo, Quattrocchi, Tontolone, Inventore e Forzuto intanto portano la pietra in un luogo antisismico, ma l'anziano Puffo apprende che Nemesis vuole andare al castello di Madre Natura: decide di raggiungere quel luogo, insieme agli altri quattro. Nemesis però riesce ad arrivare al castello di Madre Natura prima di Nonno Puffo e congela le due vecchie in un blocco di ghiaccio. Poco dopo arrivano sul posto Nonno Puffo, Quattrocchi, Tontolone, Inventore e Forzuto e vengono anche loro congelati, tranne Nonno Puffo, che viene costretto dal cattivo a rivelargli il nascondiglio della pietra. Dopo un combattimento, Nonno Puffo riesce ad avere la meglio e si impossessa della bacchetta di Nemesis, con cui lo spedisce lontano. Poco dopo Grande Puffo torna con la linfa e ripara la bacchetta di Madre Natura, che può finalmente far tornare tutto come prima.

## Il bastone di Nonno Puffo
- Titolo originale: Grandpa's Walking Stick

### Trama
Nonno Puffo racconta a Quattrocchi e ai Puffolini che un giorno, mentre fece volare l'aquilone, esso si bloccò su un albero della foresta incantata; cercò di recuperarlo, ma lo spirito degli alberi glielo impedì e fece cadere Nonno Puffo, che casualmente rubò un ramo che divenne il suo bastone da passeggio. Il giorno dopo, mentre difende degli scoiattoli da un falco, Selvaggio cade da una liana, costringendolo a stare a letto tre giorni. Quando guarisce, ha paura ad arrampicarsi sugli alberi. Cercando di aiutarlo a superare la paura, Quattrocchi rompe il bastone di Nonno Puffo. Dopo aver provato invano a ripararlo e a sostituirlo, incontra Bontina, Sciattone, Sciccoso e Cucciolo. Siccome ha paura dello spirito degli alberi, Quattrocchi convince i quattro ad andare nella foresta incantata senza chiedere il permesso a Grande Puffo. Purtroppo lo spirito degli alberi tramuta i quattro in piante. Al villaggio, Quattrocchi confessa l'accaduto a Grande Puffo e Nonno Puffo, i quali decidono di partire subito portando dietro Quattrocchi. Intanto Coniglio (Dentone) avverte Naturone e Selvaggio: anche loro partono per la foresta incantata. Anche Grande Puffo, Nonno Puffo e Quattrocchi vengono trasformati in alberi. Coniglio, Naturone e Selvaggio arrivano sul posto e cercano di salvare i Puffi trasformati stando sulle piante, ma lo spirito getta a terra Coniglio e Naturone, facendo sì che anche a loro inizi la trasformazione. Selvaggio però si impossessa della bacchetta e fa cadere lo spirito in un lago. Selvaggio salva lo spirito, che gli permette di esaudire un desiderio, permettendo di liberare i suoi amici. Il gruppo decide di aiutare lo spirito a piantare nuovi alberi nella foresta, dopodiché lo spirito dà un nuovo bastone a Nonno Puffo.

## Una casa per Nonna Puffa
- Titolo originale: A House for Nanny

### Trama
Nonna Puffa e Puffolo vivono insieme a Puffetta, che però non sopporta più vivere con loro, a causa dell'atteggiamento presuntuoso della vecchia. Grande Puffo decide allora di far costruire una casa per i nuovi arrivati, che ne sono felici. Tuttavia Nonna Puffa desidera avere una pianta che soffia fuoco, che cresce sulla cima del monte Inferno. Nonna Puffa, Puffolo e Puffetta decidono di andare sulla montagna, ma durante il viaggio le due femmine litigano ripetutamente perché nessuno vuole ascoltare i suggerimenti dell'altra. Anche al villaggio i Puffi si mettono a litigare: ognuno ha richieste diverse per la casa di Nonna Puffa, che alla fine diventa simile a un palazzo. Dopo aver preso la pianta, in un momento di distrazione, Puffolo rischia di cadere nel vuoto: cercando di salvarlo anche le due femmine rischiano di precipitare. L'animaletto però si salva e riesce ad aiutare le due. Dopo essersi riconciliate, le due tornano al villaggio. Architetto fa vedere il progetto della nuova casa grande di Nonna Puffa, ma lei preferisce il progetto di una casa piccola di colore viola.

## È una vita puffosa
- Titolo originale: It's a Smurfy Life

### Trama
C'è la neve a Pufflandia: Inventore ha fabbricato una caldaia e uno spazzaneve. I Puffi decidono quindi di andare nella foresta, ma Quattrocchi manomette il macchinario, facendolo prima schiantare contro un albero e poi perdere il controllo. Tornati al villaggio, la caldaia finisce per riscaldare troppo le case dei Puffi. Essi iniziano a criticare Inventore che, non sentendosi apprezzato, decide di abbandonare il villaggio. Gargamella invece si impossessa dello spazzaneve dei Puffi e lo modifica affinché aspiri i piccoli omini blu e li congeli. Questi ultimi, pentiti delle loro azioni, decidono di andare a cercare Inventore, ma Gargamella li risucchia col macchinario modificato. Inventore riesce a scongelarli grazie alla caldaia e i Puffi lo ringraziano.

## Il telescopio di Grande Puffo
- Titolo originale: Land of Lost and Found

### Trama
Durante una notte stellata, mentre Grande Puffo e Nonno Puffo vanno da Omibus, gli altri Puffi osservano le stelle con un telescopio. Quattrocchi, Forzuto e Inventore vedono una pioggia di meteoriti e decidono di osservarla meglio dal monte Puffo. Lì sopra c'è molto vento e, mentre Quattrocchi osserva col telescopio, esso inizia letteralmente a volare insieme al saccente Puffo, per poi precipitare in un burrone. I tre vanno a cercarlo, ma una volta trovato appare una strana creatura chiamata il Predatore che si impossessa degli oggetti smarriti. Egli si è appropriato di altri effetti personali dei Puffi e si prende anche il telescopio. I tre Puffi, per riavere indietro il telescopio, decidono di barattarlo con qualcosa di maggior valore: il Predatore dà loro indietro il telescopio ma non accetta quello che loro gli offrono: si impossesserà di qualcosa di maggior valore entro l'alba. Dopo aver restituito il telescopio, i tre vanno a dormire. Mentre sono a letto, il Predatore si impossessa delle loro migliori qualità: della forza di Forzuto, della genialità di Inventore e della sapienza di Quattrocchi. Il giorno dopo Nonno Puffo e Grande Puffo notano qualcosa di strano nel comportamento di Forzuto, Inventore e Quattrocchi. Forzuto allora rivela la verità. I cinque partono per la Terra degli Oggetti Perduti a bordo del pallone di Nonno Puffo. Dopo aver trovato vari oggetti smarriti, i Puffi stipulano un altro patto con il Predatore: dovranno portare gli effetti personali sul pallone senza perderli entro il tramonto. Dopo alcune disavventure i cinque Puffi riescono ad arrivare in tempo al pallone con i loro oggetti e tutto torna come prima.

## Un trono per Quattrocchi
- Titolo originale: Long Live Brainy

### Trama
Goffo, il consigliere del "re dei trogloditi", viene licenziato perché re Baffo non accetta i suoi consigli. Nel frattempo Quattrocchi fa costruire a Inventore una libreria su commissione di Grande Puffo, ma non accetta i consigli degli altri e viene calciato via. Il saccente Puffo atterra vicino a Goffo e al suo amico Ciuffo, che gli propongono di diventare re, usurpando il trono a Baffo con un escamotage. Nel frattempo Grande Puffo decide di fare due chiacchiere con Quattrocchi, non avendo commissionato nessuna libreria. Anche come sovrano l'atteggiamento di Quattrocchi è uguale: oltre a non accettare i consigli di Goffo, ordina ai trogloditi di costruire un monumento in suo onore. Goffo e Ciuffo decidono perciò di ribellarsi e gettare Quattrocchi da una scogliera, ma con un trucco Grande Puffo fa tornare tutto come prima.

## Il labirinto degli specchi
- Titolo originale: A Maze of Mirrors

### Trama
Grande Puffo, Puffetta, Vanitoso, Curiosone, Quattrocchi e Tontolone sono in viaggio di notte nella foresta, quando quest'ultimo scorge la casa degli specchi. Nonostante Grande Puffo raccomandi di stare lontano, Vanitoso decide di entrarvi e specchiarsi ripetutamente nei vari specchi. Quando decide di uscirvi, da ogni specchio esce una copia di Vanitoso. Il giorno dopo al villaggio i cloni di Vanitoso causano problemi a Sarto, Pittore e Puffetta. Quest'ultima porta Vanitoso a casa di Grande Puffo, quando arriva Tontolone con un clone. Il borioso Puffo confessa quindi di essere entrato nella casa degli specchi. Grande Puffo spiega che se non dovesse trovare la cura entro la sera Vanitoso scomparirà per sempre. Quella sera con un escamotage i Puffi attirano i cloni di Vanitoso nella casa degli specchi, dopodiché l'originale con un diapason rompe gli specchi, spezzandone l'incantesimo.

## Il cocomero con la memoria
- Titolo originale: Memory Melons

### Trama
Al Castello della Discordia (qui chiamato Castello dei Litigi) arrivano tantissime persone per i 200 anni di matrimonio tra Selwyn e Tallulah, tra cui Omnibus, Grande Puffo, Naturone e Bontina. I due sposi però iniziano a litigare anche in questa occasione, finché Drughi (qui chiamato Tharp) riesce a farli smettere. Poco dopo però Selwyn e Tallulah riprendono coi loro battibecchi e lo stregone va a casa di Ominbus, che sta giocando a scacchi con Grande Puffo. Selwyn quindi racconta all'anziano mago di aver litigato e di temere che un giorno la situazione potrà degenerare. Grande Puffo decide di realizzare il "cocomero che ripete": recitando in esso qualcosa, il frutto magico ripeterà le stesse parole quando si apre lo sportello. Selwyn lascia un messaggio di amore nel cocomero e va a incartarlo. Tharp però apre lo sportello e poco dopo lo stregone afferma di "doversi sbarazzare il prima possibile di questo vecchio sacco di vento"; di conseguenza quando Tallulah apre l'anguria sente l'ultima frase pronunciata dal marito. Furiosa, la strega riprende a litigare. Tharp, che ha assistito alla scena, spiega a Naturone e Bontina che Selwyn e Tallulah hanno ripreso a litigare per via del cocomero. Dopo aver nascosto il frutto in un albero, Tharp, Bontina e Naturone si recano al castello, ma a causa di una tempesta decidono di chiamare Grande Puffo. I due Puffolini avvertono Grande Puffo, il quale rivela che la bufera è causata dall'energia generata dai due maghi litigiosi. Nel frattempo il cocomero arriva a Pufflandia e i Puffi iniziano a litigare per il possesso, finché Grande Puffo riprende i Puffi per le loro azioni. Intanto al castello i maghi continuano a litigare e la bufera degenera, arrivando anche a Pufflandia. Grande Puffo, Nonno Puffo, Quattrocchi, Tharp, Naturone, Bontina, Selvaggio e Forzuto decidono di raggiungere il maniero, nonostante le difficoltà causate dal vento, e si rifugiano in una grotta nelle vicinanze. A Grande Puffo viene l'idea di usare il cocomero per far smettere i due di bisticciare. Cavalcando Tharp, Naturone si avvicina a Selwyn e Tallulah, ora circondati da un uragano, e fa memorizzare al cocomero delle parole gentili. Notando che il draghetto è in pericolo, i due stregoni decidono di accantonare le divergenze per salvarlo. Naturone apre poi il cocomero, che pronuncia con la voce di Selwyn "io ti amo, Tallulah". Quest'ultima allora abbraccia Selwyn e i due si baciano, per poi riparare il castello, distrutto durante la lotta. Mentre Tharp torna coi suoi padroni, Grande Puffo e Quattrocchi litigano per il possesso del cocomero, ma cade da un pendio e si spiaccica a terra.

## La trappola lancia Puffi
- Titolo originale: Nanny's Way

### Trama
Nonna Puffa cerca di aiutare i Puffi nelle faccende, ma ciò causa il loro malcontento. Lei lo scopre e decide di allontanarsi insieme a Puffolo. Grande Puffo, Nonno Puffo, Sarto, Golosone e Puffetta decidono di cercare di convincerla a tornare a casa, ma cadono in una trappola di Gargamella. Nonna Puffa e Puffolo cercano di salvarli, ma anche loro due vengono catturati. Grazie alle idee di Nonna Puffa, Gargamella fallisce a cucinare i Puffi, i quali riescono a tornare illesi al villaggio.

## L'amnesia di Cucciolo
- Titolo originale: Pappy' Puppy

### Trama
Sciccoso, Sciattone e Naturone non vogliono condividere i giocattoli con Bontina, che decide di giocare con Cucciolo. Quest'ultimo però cade da un dirupo e riceve un colpo in testa, perdendo la memoria: Gargamella decide di portarlo a casa e sfruttarlo per catturare i Puffi. Nel frattempo i Puffolini, dopo essersi riconciliati, decidono di andare a cercare Cucciolo; quando lo trovano vengono catturati. Gargamella tira poi accidentalmente un osso in testa a Cucciolo, che riacquisisce la memoria e insegue Gargamella, Lenticchia e Birba. I Puffolini e Cucciolo tornano quindi al villaggio, dove Grande Puffo celebra una festa.

## Una nuova invenzione
- Titolo originale: Shutterbug Smurfs

### Trama
A una fiera dei Puffi, Pittore impiega tanto tempo a dipingere il ritratto di Bontina, spazientendo lei e gli altri Puffi in attesa. Inventore fabbrica una "macchina puffografica", ma ciò causa l'invidia di Pittore, che se ne va nella foresta. Nel frattempo Inventore continua scattare "puffotografie" agli altri Puffi mentre sono nelle loro case, facendoli arrabbiare. Decide dunque di andare nella foresta, dove c'è già Pittore, ma viene inseguito da Gargamella. Nel frattempo Nonno Puffo, Bontina, Sciattone e Naturone sono a bordo del pallone magico e scorgono Inventore inseguito da Gargamella e lo salvano. Sulla mongolfiera, Inventore scatta foto della foresta e del villaggio, che però cadono nel bosco. Gargamella intanto trova le immagini, con cui cerca di scoprire dove si trova Pufflandia. Pittore assiste alla scena e avverte i Puffi. Grande Puffo decide di camuffare il villaggio prima che arrivi Gargamella. Inventore e Pittore invece escogitano un piano: il primo stordisce Gargamella, Birba e Lenticchia con il flash della macchina, mentre l'artista dà loro delle "puffotografie", da lui dipinte che mandano fuori strada i tre, facendoli cadere da un dirupo. Al villaggio Vanitoso si diverte a scattare immagini di sé stesso con la macchina di Inventore.

## L'uccello della felicità
- Titolo originale: Smoogle Sings the Blues

### Trama
È primavera e l'uccello blu della felicità canta: Cloridrite non lo sopporta e decide di farlo smettere. Nel frattempo Brontolone e Puffolo (qui chiamato Rosellino) si allontanano nella foresta: l'accigliato Puffo assiste a Cloridrite che cattura Rosellino e l'uccello e fa a quest'ultimo un incantesimo affinché cantando diffonda tristezza e malinconia, trasformandolo nel "corvo nero della infelicità". Poco dopo i Puffi, ascoltando il canto, diventano indisponenti e tristi. Tornato al villaggio, Brontolone avverte Grande Puffo ma senza successo. Decide allora di farsi inseguire dai Puffi per guidarli al castello di Cloridrite, ma vengono catturati tranne Brontolone. Quest'ultimo cerca di liberare Rosellino, ma viene inseguito da un ratto. Rosellino però inizia a cantare, facendo tornare tutto come prima e permettendo ai protagonisti di tornare a casa.

## Un puffo per Denisa
- Titolo originale: A Smurf for Denisa

### Trama
Denisa fa visita a Baldassarre che però è infastidito dall'irrequietezza della nipotina. Decide quindi di affidarla a Gargamella, che sta costruendo un robot acchiappa Puffi, e impone al suo figlioccio di rendere felice la bambina al suo ritorno. Mentre cavalca una lucertola gigante, Denisa si perde nella foresta e si imbatte in Bontina, e le due fanno subito amicizia. Poco dopo le due vengono trovate da Gargamella che, con un inganno, convince Denisa a invitare a pranzo Bontina, ma solo con lo scopo di mangiarsi quest'ultima. Nel frattempo Grande Puffo, Nonna Puffa, Puffolo, Sciccoso, Sciattone e Naturone vanno a cercare Bontina, ma vengono catturati da Gargamella. Mentre Denisa sta raccogliendo delle radici nella foresta, viene raggiunta da Bontina, che le spiega cosa ha fatto il malvagio stregone. Le due, grazie al robot, riescono a liberare i Puffi.

## La gara della raccolta di puffragole
- Titolo originale: Smurf the Presses

### Trama
È la gara di raccolta di puffragole: Giornalista (Curiosone) cerca informazioni per scrivere degli articoli giornalistici. Poco dopo Grande Puffo, Giornalista, Quattrocchi, Sciccoso e Bontina vengono catturati da Gargamella, ma Forzuto li salva. Quattrocchi tuttavia suggerisce a Giornalista di cercare qualcos'altro; quest'ultimo decide di scoprire qualcosa in più su Gargamella, che però lo cattura. Sentendo una frase di Giornalista, Gargamella afferma di essere amico dei Puffi e lo libera. Tuttavia, non appena Giornalista torna nella foresta, il malvagio stregone cattura i Puffi. Giornalista però afferma di voler scrivere un articolo che renda eroe Gargamella: quest'ultimo accetta di liberarlo. Mentre scrive, Giornalista spruzza di inchiostro la faccia di Gargamella, per poi far scivolare Lenticchia e Birba sull'inchiostro. I Puffi così tornano al villaggio, dove Giornalista decide di scrivere un racconto con ognuno di loro.

## Ricordando e puffando
- Titolo originale: Stealing Grandpa's Thunder

### Trama
Nonno Puffo racconta una storia, ma viene ripetutamente contraddetto da Nonna Puffa. Nonno Puffo decide di cederle il racconto della storia e se ne va nella foresta insieme a Rosellino (Puffolo). Si imbattono però in una trappola di un orco e si dirigono verso Pufflandia. Apprendono però che l'orco ha catturato Selvaggio e, cercando di liberarlo, anche Nonno Puffo viene catturato. Rosellino torna al villaggio dove avverte Nonna Puffa, la quale viene catturata. Poco dopo una trappola si ritorce contro l'orco, permettendo a Rosellino di liberare Nonna Puffa, che libera gli altri due. Poco dopo il corvo dell'orco cattura Rosellino, che viene salvato da Selvaggio. Al villaggio Nonno Puffo racconta quanto accaduto, divertendosi però a esagerare i fatti.